# Grimsby Town F.C.
Grimsby Town Football Club – angielski klub piłkarski, grający w EFL League Two.

## Obecny skład
Stan na 31 stycznia 2023
| Nr | Poz. | Piłkarz                                      |
| -- | ---- | -------------------------------------------- |
| 1  | BR   | Max Crocombe                                 |
| 2  | OB   | Michee Efete                                 |
| 3  | OB   | Anthony Glennon                              |
| 4  | PO   | Kieran Green                                 |
| 5  | OB   | Shaun Pearson                                |
| 6  | OB   | Luke Waterfall (kapitan)                     |
| 7  | OB   | Josh Emmanuel                                |
| 8  | PO   | Gavan Holohan                                |
| 9  | NA   | George Lloyd (Wypożyczony z Cheltenham Town) |
| 10 | NA   | John McAtee (Wypożyczony z Luton Town)       |
| 11 | PO   | Otis Khan                                    |
| 13 | BR   | Ollie Battersby                              |
| 14 | PO   | Stephen Wearne                               |
| 15 | PO   | Harry Clifton                                |

| Nr | Poz. | Piłkarz                                         |
| -- | ---- | ----------------------------------------------- |
| 16 | PO   | Alex Hunt                                       |
| 17 | PO   | Bryn Morris                                     |
| 18 | PO   | Mikey O'Neill (Wypożyczony z Preston North End) |
| 19 | NA   | Tom Dickson-Peters (Wypożyczony z Norwich City) |
| 20 | NA   | Danilo Orsi                                     |
| 22 | OB   | Danny Amos                                      |
| 26 | OB   | Andy Smith (Wypożyczony z Hull City)            |
| 29 | NA   | Ryan Taylor                                     |
| 30 | PO   | Evan Khouri                                     |
| 31 | OB   | Niall Maher                                     |
| 32 | OB   | Jordan Cropper                                  |
| 39 | NA   | Edwin Essel                                     |
| 44 | PO   | Sean Scannell                                   |
| –  | OB   | Owen Gallacher                                  |

### Piłkarze na wypożyczeniu
| Nr | Poz. | Piłkarz                           |
| -- | ---- | --------------------------------- |
| 24 | OB   | Jaz Goundry (w Matlock Town)      |
| 34 | PO   | Aaron Braithwaite (w Whitby Town) |

| Nr | Poz. | Piłkarz                                 |
| -- | ---- | --------------------------------------- |
| 37 | OB   | Harvey Tomlinson (w Cleethorpes Town)   |
| 38 | OB   | Jamie Bramwell (w Gainsborough Trinity) |

## Sukcesy
- Football League Group Trophy: 1982
- Football League Trophy: 1998
- półfinał FA Cup: 1936, 1939